# Йоллер, Иван
Иван Йоллер (нем. Ivan Joller; род. 24 апреля 1983, Штанс, Швейцария) — швейцарский биатлонист. Член сборной своей страны. Завершил карьеру в середине сезона 2016/2017.

## Биография
Дебютировал на этапах кубка мира по биатлону в сезоне 2006/2007. Участник нескольких чемпионатов мира.
- Лучшее достижения на этапах кубка мира: 10 место (два раза) в индивидуальных гонках в Ванкувере в сезоне 2008/2009 и в Сочи в сезоне 2012/2013.

### Кубок мира
- 2006/07 — 78-е место (7 очков)
- 2007/08 — Очков не набирал
- 2008/09 — 62-е место (84 очка)
- 2009/10 — 83-е место (25 очков)
- 2010/11 — 105-е место (3 очка)
- 2011/12 — 64-е место (51 очко)
- 2012/13 — 60-е место (73 очка)